# XS-1 (太空飞机)
XS-1是美国国防高等研究计划署（DARPA）研制中的可重复使用微型无人太空飞机项目，用于快速将小型卫星推送至太空轨道。其目标为10天内连续完成10次卫星发射任务。XS-1类似多级火箭的第一级，但可以重复利用。它能够以高超音速飞抵亚轨道，此后再通过一次性的上面级将卫星送入最终轨道。XS-1本身则会返回地面，以供下次发射继续使用。
DARPA于2013年11月公布了XS-1项目。2014年起，波音（与蓝色起源合作）、马斯腾太空系统（与XCOR航空航天合作）、诺斯洛普·格鲁门（与维珍银河合作）参与了该项目的竞标。2017年5月，DARPA宣布已选中波音提交的XS-1研制方案。